# Platinum Arena
La Platinum Arena (en russe : Платинум Арена) est une salle omnisports de Khabarovsk en Russie. Il a été construit en 2003.
Elle accueille notamment l'équipe de hockey sur glace de l'Amour Khabarovsk de la Ligue continentale de hockey. La patinoire a une capacité de 7 100 spectateurs.